# Galeodes veemi
Galeodes veemi är en spindeldjursart som beskrevs av Alan Whittick 1939. Galeodes veemi ingår i släktet Galeodes och familjen Galeodidae. Inga underarter finns listade i Catalogue of Life.